# Cão Pastor de Armant
Cão Pastor de Armant (ou simplesmente Armant) é uma raça de cão pastor de porte médio a grande.

## História
Os Armants originam do Egito e foram criados originalmente como cão de guarda. Acredita-se que eles são descendentes de cães europeus, que foram introduzido pelas tropas de Napoleão, cruzados com Briards. Eles levam o nome da pequena cidade egípcia chamada Armant. A raça é destemida quando confronta os predadores tão bem que foram criados no Egito como cães de guarda.

## Descrição
O Armant é um cão de 53 a 58 cm de altura até cernelha e pesa entre 23 e 29 kg. Tem uma cabeça grande, olhos pequenos e um peito profundo e amplo. As orelhas são diferentes em cada cão e não existe um padrão auricular, pois elas podem ser eretas ou caídas. Armants podem ser de várias cores, o mais comum dos quais são as variações de preto, preto e castanho, cinza e cinza-amarelado. Armants são uma raça muito ágil. A raça é muito obediente e muito protetor do seu território, que vai defender destemidamente.

## Temperamento
Armants são bons cães de trabalho com um temperamento destemido e leal. Eles geralmente respondem bem ao treinamento, mas exigem um proprietário firme para fazer isso. Ligam-se bem com outros animais e são muito bons com crianças.

## Saúde
O tempo médio de vida de um Armant é de 13 anos, que é típico de uma raça de tamanho médio. A raça é suscetível a displasia da anca e osteocondrite dissecante.